# Jasenovce
Jasenovce este o comună slovacă, aflată în districtul Vranov nad Topľou din regiunea Prešov. Localitatea se află la altitudinea de 166 m deasupra n.m., se întinde pe o suprafață de 5,65 km2 și în 2017 număra 213 locuitori. Se învecinează cu comuna Girovce.

## Istoric
Localitatea Jasenovce este atestată documentar din 1543.

## Demografie
| An:                | 1994 | 2004    | 2014   | 2024   |
| ------------------ | ---- | ------- | ------ | ------ |
| Număr de persoane: | 194  | 229     | 232    | 216    |
| Diferență:         |      | +18,04% | +1,31% | −6,89% |

| An:                | 2023 | 2024   |
| ------------------ | ---- | ------ |
| Număr de persoane: | 210  | 216    |
| Diferență:         |      | +2,85% |